# L'avventuriero della Malesia
L'avventuriero della Malesia (Outcast of the Islands) è un film del 1951 diretto da Carol Reed.
È tratto dal romanzo Un reietto delle isole di Joseph Conrad, da cui fu tratto anche un altro film del 1980.